# Gaspool
Die Gaspool Balancing Services GmbH (Eigenschreibweise: GASPOOL) mit Sitz in Berlin war zusammen mit NetConnect Germany einer der zwei Marktgebietsverantwortlichen auf dem deutschen Erdgasmarkt. Zum 1. Juni 2021 verschmolzen die beiden Unternehmen zur Trading Hub Europe GmbH.

## Hintergrund
Marktgebietsverantwortliche sind Gemeinschaftsunternehmen mehrerer unabhängiger Fernleitungsnetzbetreibern. Die Gasnetzbetreiber Gascade (vormals Wingas Transport), Gasunie Deutschland, Ontras (ehemals VNG Gastransport) und Dong Energy Pipelines legten ihre jeweiligen Marktgebiete im März 2009 zusammen und realisierten damit eine überregionale Marktgebietskooperation; zu diesem Zweck wurde die Gesellschaft Gaspool Balancing Services gegründet. Die Aufgaben der Gesellschaft sind das Bilanzkreismanagement, die Bereitstellung und Betrieb eines Virtuellen Handelspunktes sowie die Einführung einer webbasierten Marktgebiets-Informationsplattform zur Bereitstellung von u. a. Abrechnungs- und Regelenergiedaten.
Ursprünglich hielten die vier Gründungsgesellschafter jeweils 25 % der Gesellschaftsanteile. Zum 1. Oktober 2011 legten Gaspool und das Marktgebiet Aequamus ihre Marktgebiete zusammen; dadurch entsteht ein neues qualitätsübergreifendes Marktgebiet unter dem Namen Gaspool. Zu diesem Zweck wurden auch die beiden Gesellschaften Aequamus GmbH und Gaspool Balancing Services GmbH verschmolzen; die Netzbetreiber GTG Nord (Tochter der EWE), Nowega (vormals Erdgas Münster Transport) wurden somit neue Gesellschafter der Gaspool. Das erweiterte Marktgebiet der Gaspool verbindet somit rund 400 nachgelagerte Verteilnetze und deckt nach eigenen Angaben somit etwa die Hälfte des deutschen Gasmarktes ab (überwiegend im Norden und Osten Deutschlands).
2018 teilten Gaspool und Netconnect mit, ihre Marktgebiete zum 1. Oktober 2021 zusammenzulegen. Hierzu sind beide Unternehmen nach der neuen Gasnetzzugangsverordnung verpflichtet.
Im April 2021 wurde in Berlin der Fusionsvertrag unterzeichnet, durch den die beiden Marktgebiete Gaspool und NetConnect Germany zum Marktgebiet Trading Hub Europe (THE) zusammengelegt werden, THE gilt als einer der liquidesten Gashandelsplätze Europas.